# Žirnovsk
Žirnovsk è una città della Russia europea meridionale (oblast' di Volgograd), situata nella zona delle alture del Volga su entrambe le rive della Medvedica, 320 chilometri a nord del capoluogo Volgograd; è il capoluogo amministrativo del distretto omonimo.
Conosciuta fino al 1954 come villaggio (selo) di Žirnoe, ricevette in quell'anno lo status di insediamento operaio (рабочий посёлок, rabočij posëlok) e il nome di Žirnovskij; nel 1958 venne dichiarata città e le venne assegnato il nome attuale.
La cittadina è situata in una zona di estrazione di petrolio e gas naturale; è inoltre sede di alcuni stabilimenti alimentari.

## Società

### Evoluzione demografica
Fonte: mojgorod.ru Archiviato il 15 ottobre 2023 in Internet Archive.
- 1959: 9.900
- 1970: 14.700
- 1979: 15.700
- 1989: 16.800
- 2007: 16.700
- 2021: 15.500